# Tancho

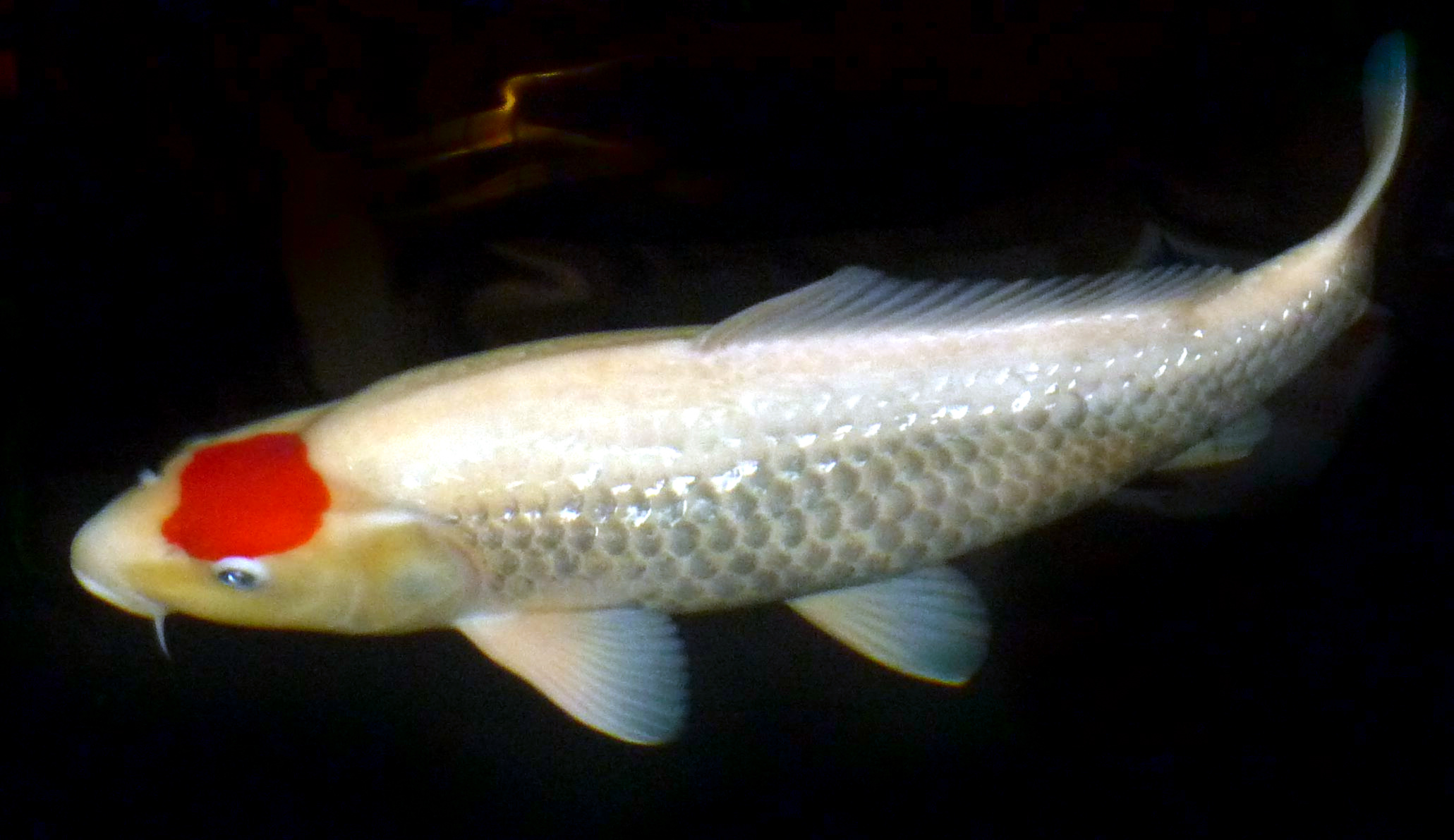
Tancho koi

De Tancho is een Koi met een opvallende rode, bij voorkeur, ronde vlek op het hoofd. Het rood of Hi mag nergens verder op het lichaam voorkomen.

## Subvariëteiten
De meest bekende is wel de Tancho Kohaku, gewoonlijk Tancho genoemd. We hebben dan te maken met een compleet witte Koi, getooid met een rode vlek op het hoofd, net als de Japanse kraanvogel en de Japanse vlag.
Zien we een witte Koi met een zwart patroon en alleen een rode vlek op het hoofd, dan hebben we te maken met een Tancho Sanke.  
Een zwarte Koi met een wit patroon en een rode vlek op het hoofd is een Tancho Showa.